# Sentinel-1B
Sentinel-1B is een aardobservatiesatelliet van de Europese Ruimtevaartorganisatie ESA. De satelliet werd op 25 april 2016 gelanceerd aan boord van een Sojoez raket, vanaf de Europese Ruimtehaven in Kourou, en functioneerde tot 23 december 2021. De satelliet maakt deel uit van het Copernicus-programma van de ESA.

## Lancering
Oorspronkelijk was de lancering voorzien voor 22 april, maar moest toen 24 uur worden uitgesteld vanwege ongunstige weersomstandigheden. De volgende dag waren de weersomstandigheden nog steeds niet geschikt voor de lancering, waarna andermaal werd besloten om de lancering 24 uur uit te stellen. Op 24 april waren de weersomstandigheden verbeterd, maar moest men de lancering staken vanwege een technisch mankement. Op 25 april werd Sentinel-1B met succes gelanceerd.
Na de succesvolle lancering van de satelliet bevonden zowel Sentinel-1A als Sentinel-1B zich in hun polaire banen rond de Aarde. 

## De missie

### Taken
De satelliet heeft meerdere taken, kaderend binnen het Copernicus-programma. Zo observeert de satelliet bossen, water en landbouw, brengt de satelliet gebieden in kaart die getroffen worden door natuurrampen. De satelliet zal ook instaan voor het observeren van ijsbergen en zee-ijs. Met de satelliet kan men kaarten van het zee-ijs produceren met een grote nauwkeurigheid, alsmede voor het voorspellen van ijs op zee. Sentinel-1B kan ook worden gebruikt om olielekken in kaart te brengen, zeeschepen op te sporen en de klimaatverandering in de gaten te houden.

### Levensduur
De satelliet heeft een verwachte levensduur van minimaal 7 jaar, en heeft voldoende brandstof aan boord voor een missie van twaalf jaar.

### Anomalie
Op 23 december 2021 ontstond een probleem met de stroomvoorziening van Sentinel-1B. Op 3 augustus 2022 werd de satelliet opgegeven. De voorbereidingen voor de verwijdering van Sentinel-1B begonnen in september 2022, direct na het einde van de missie. De baan van Sentinel-1B werd met een paar kilometer verlaagd om de baan vrij te maken voor de komst van Sentinel-1C en Sentinel-1D satellieten. Het ruimtevaartuig werd in een definitieve baan geplaatst van waaruit het op natuurlijke wijze zal afdalen en uiteindelijk na ongeveer 25 jaar in de atmosfeer van de Aarde zal verbranden.